# حسن عبدالرحمن
حسن عبدالرحمن (انگلیسی: Hassan Abdurahman؛ زادهٔ ۱۱ فوریهٔ ۱۹۸۹) بازیکن فوتبال اهل امارات متحده عربی است.